# NGC 600
NGC 600 (другие обозначения — MCG −1-5-7, IRAS01305-0733, PGC 5777) — спиральная галактика с перемычкой (SBd) в созвездии Кит.
Этот объект входит в число перечисленных в оригинальной редакции «Нового общего каталога».
Галактика имеет слабый балдж, и у неё нет существенной кинематической сигнатуры для B/P-образного балджа.
Галактика NGC 600 входит в состав группы галактик NGC 584. Помимо NGC 600 в группу также входят NGC 584, NGC 586, NGC 596, NGC 636, IC 127, UGCA 017, KDG 007 и MGC -1-5-14.